# 隆濤剛
隆濤剛（1968年5月26日—），原名池森路易斯，巴西聖保羅市出身的日裔巴西人前大相撲力士，身高184cm、體重168kg，所屬的相撲部屋是玉之井部屋，最高位置是西十兩8枚目（1995年3月場所），他是第一位巴西出身的關取力士。

## 来歷
他是第三代日裔巴西人，幼年時學習柔道，16歲開始學習相撲。在18歲初次來日本並在國際相撲大會比賽獲得冠軍，1989年再次來日、在1990年4月入讀拓殖大學。1992年3月退學並以幕下付出身份參加職業比賽，1994年3月場所晉昇十兩，但在1995年9月場所因右腕受傷，從此陷落幕下成績低迷不振。1998年9月場所初次陥落至三段目、1999年1月場所全休最後現役引退。
他在1996年4月22日取得日本公民權，現在生活在日本東京。